# Frédéric Alphonse Pick
Pour les articles homonymes, voir Pick.
Frédéric Alphonse Pick, né le 4 juin 1808 à Strasbourg et mort dans la même ville le 8 mars 1895, est un auteur dramatique alsacien.

## Biographie
Avec un père négociant, il fréquenta le Gymnase Protestant, puis le lycée, qui était alors collège royal. Il fit des études de droit à l'Académie, tout en travaillant dans un cabinet de notaire. 
De 1829 à 1861, il s'associe avec son beau-frère pour diriger techniquement une usine de quincaillerie de Saverne. 
Il se retire ensuite à Strasbourg.
Outre les œuvres littéraires pour lesquelles il est connu, il rédigera une étude sur le travail à l'usine des enfants. En 1874 il est élu membre du Bezirksrat de la Basse Alsace.
Der tolle Morgen fait penser explicitement à La Folle journée de Beaumarchais ou à Marivaux par le thème. Une servante prend la place de sa maîtresse, fille du distrait Monsieur Oubli, qui est assaillie par deux prétendants. Mais les deux prétendants sont typiques du théâtre alsacien,car l'un est un noble allemand, l'autre un tout jeune diplômé en droit. De même la fraicheur dialectale de la jeune servante s'oppose à la langue rigide de la mère de sa maîtresse, Mme Oubli qui fait penser à la Frau Pfarrerin. Certains passages de cette pièce en deux actes (Aufzug) en prose sont des vers, explicitement chantés.

## Œuvres
Pick est un grand bourgeois, qui est encore amateur du dialecte, ce qui deviendra de plus en plus rare. Il montre que la langue devient de plus en plus proche de l'allemand littéraire au fur et à mesure de la progression sociale de ses personnages. Même s'il ne s'agit que d'une convention et que dans les faits, c'était bien le français qui était l'apanage de la haute bourgeoisie.
- Der tolle Morgen Strasbourg 1864. 2° Ed 1878. Il publie d'abord pour ses amis.
- 's Ys're Mann's Buechel Strasbourg 1873.
- Unseri Reichsdâ-Wable Strasbourg 1874.
- Anno 1975 Strasbourg 1875.

## Référence
- Jean-Marie Gall, Le théâtre populaire alsacien au XIXe siècle, Istra, Strasbourg, 1973, 208 p.